# Rocksteady Bil
Singeln Rocksteady Bil är ska-bandet Eskalators miniuppföljare på deras debutalbum Inte exakt likadant. Singeln släpptes den 8 juni 2005.

## Låtlista
1. "Rocksteady Bil"
2. "Jag älskar dig min kompis"
3. "Kom slut"
4. "Rocksteady DJ Prao-d Remix"